# Augst (Westerwald)
Die Augst ist eine kleine Region im Westerwaldkreis in Rheinland-Pfalz. Sie besteht aus den Gemeinden Eitelborn, Kadenbach, Neuhäusel, Simmern (Verbandsgemeinde Montabaur) und Arzbach (Verbandsgemeinde Bad Ems-Nassau).

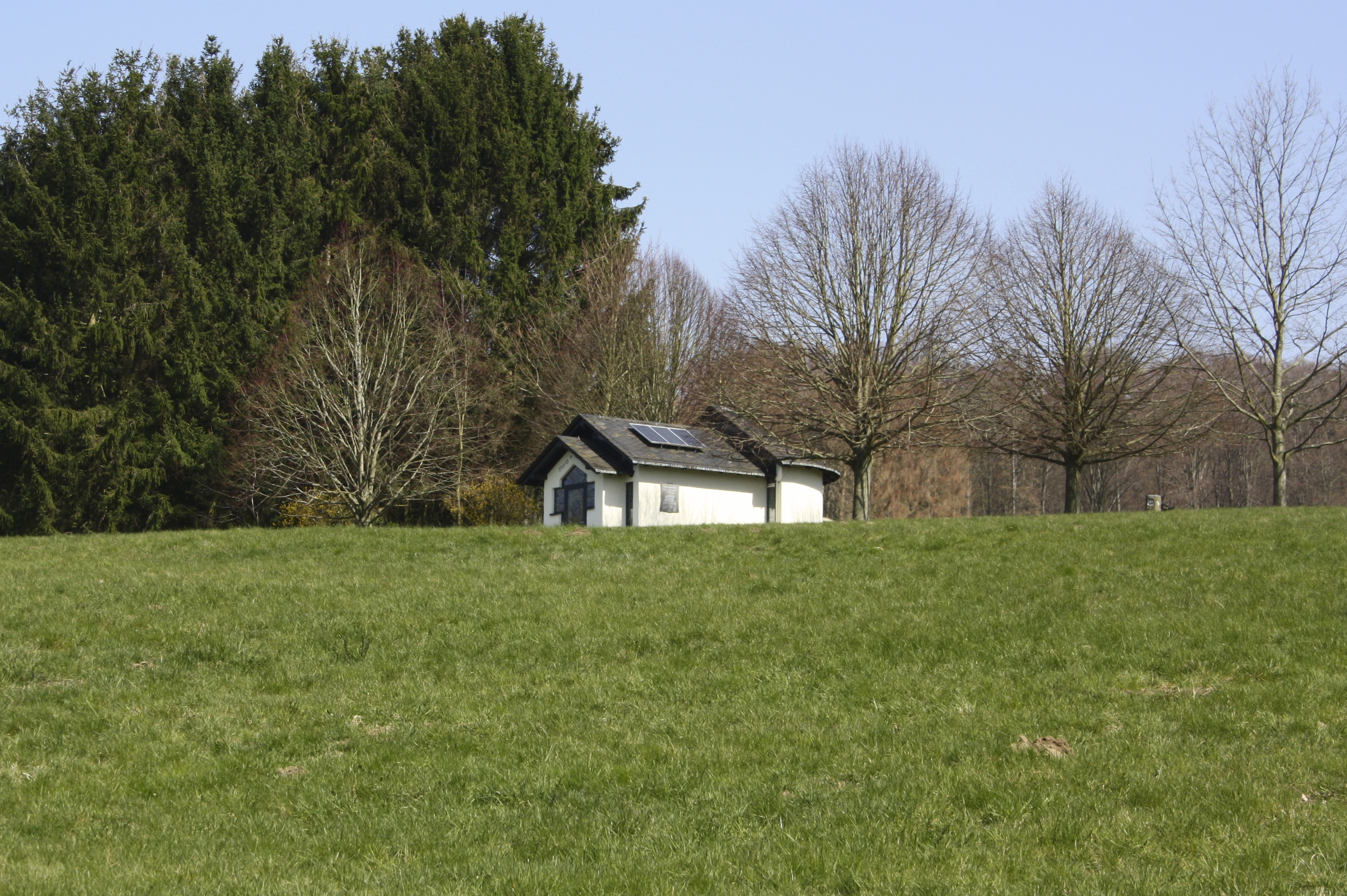
Die Landschaft der Augst mit der Kapelle Maria in der Augst, Kadenbach

## Lage
Die höchsten Erhebungen in der Augst sind Großer Kopf (423 m), Nörrberg (389 m) und Kleiner Kopf (369 m). Bekannt ist die Augst als Wandergebiet. 

## Geschichte
Die Augst wurde erstmals in einer Urkunde vom 13. Februar 959 erwähnt. Erzbischof Heinrich von Trier schreibt darin, dass sein Vorgänger Rupert in Humbach (dem heutigen Montabaur) eine Holzkapelle eingeweiht habe. Gleichzeitig wird in dieser Urkunde, die anlässlich der Einweihung einer Steinkirche ausgefertigt wurde, das Gebiet der Pfarrei Humbach beschrieben. 
Hier taucht erstmals der Name Ouuuza (für Augst), vielleicht von althochdeutsch auuista (= Schafstall) abgeleitet, auf. Die Pfarrei Humbach wiederum gehörte zum Florinsstift zu Coblenz, somit war die Augst damals kirchlich nach Trier orientiert. 
Auch weltlich wurde die Augst dem Kurfürsten zu Trier untergeordnet, wie z. B. aus einer Urkunde vom Jahre 1036 hervorgeht. 1092 wird die Augst als Villa Ouezza und 1110 als Ouza urkundlich benannt. 1357 erscheint die Augst urkundlich als Autze.
Zur Augst gehörte auch eine Ansiedlung in der Nähe von Neuhäusel, in einer Urkunde aus dem Jahre 1381 als Moisbach benannt.
In der Nähe der im 17. Jahrhundert zerstörten Sporkenburg lag das vergangene Dorf Pützbach. Es soll durch eine Feuersbrunst vernichtet worden sein und wurde nicht mehr aufgebaut.
Die erste Kirche in der Augst wurde in Arzbach errichtet. Sie wird erstmals 1367 erwähnt und auch „In der Augst“ oder „Bühelskirche“ genannt.